# Brabrand Stadion
Brabrand Stadion er hjemmebane for Brabrand IF.